# ازدواج به سبک ایتالیایی
ازدواج به سبک ایتالیایی (به ایتالیایی: Matrimonio all'italiana) فیلمی ایتالیایی به کارگردانی ویتوریو دسیکا محصول سال ۱۹۶۴ است. داستان فیلم روایت یک بدبینی در دوران جنگ جهانی دوم است.

## چکیده داستان
دومنیکو سوریانو (مارچلو ماسترویانی)، ثروتمند میانسال و هوس‌باز ناپلی، از فاحشه و خیابان‌گرد سابق، فیلومنا مارتورانو (سوفیا لورن)، معشوقه سال‌های جوانی خود فریب می‌خورد و تصمیم به ازدواج با او می‌گیرد. اما فیلومنا در واقع عاشق و دلباخته خود اوست نه ثروت دومنیکو برای همین از او سه فرزند می‌آورد و…